# Åsnes
Åsnes és un municipi situat al comtat d'Innlandet, Noruega. Té 7.456 habitants (2016) i la seva superfície és de 1.041 km². El centre administratiu del municipi és el poble de Flisa.
El municipi està situat a la part sud del comtat de Hedmark. Limita al nord amb el municipi de Våler, al sud amb Grue, a l'oest amb Nord-Odal i Stange, i a l'est limita amb el Municipi de Torsby a Suècia.
El Finnskogen o el bosc dels finlandesos és un cinturó al voltant de 32 quilòmetres d'ample, que funciona de manera contínua cap al nord al llarg de la frontera entre Noruega i Suècia a través de sis municipis noruecs, incloent Åsnes.

## Ciutats agermanades
Åsnes manté una relació d'agermanament amb les següents localitats:
- - Ballerup, Regió de Hovedstaden, Dinamarca
- - Fagersta, Comtat de Västmanland, Suècia
- - Jämsä, Länsi-Suomi, Finlàndia
- - Myjava, Regió de Trenčín, Eslovàquia
- - Vasanello, Viterbo, Itàlia